# Brunswick Corporation
Brunswick Corporation (NYSE: BC) er en amerikansk industrivirksomhed, der har udviklet og produceret forskellige produkter siden 1845. I dag har de 13.000 ansatte i 24 lande. Virksomheden har flere bådmærker, hvilket inkluderer: Sea Ray, Boston Whaler, Bayliner, Mercury Marine, Attwood, Lund, Crestliner, Mastervolt, MotorGuide, Harris Pontoons, Freedom Boat Club, Princecraft, Heyday, Lowe, Uttern, Quicksilver, Lowrance, Simrad, B&G, C-MAP og CZone.